# 4281 Pounds
A 4281 Pounds (ideiglenes jelöléssel 1985 TE1) a Naprendszer kisbolygóövében található aszteroida. Edward L. G. Bowell fedezte fel 1985. október 15-én.